# 1991 VM4
1991 VM4 är en asteroid i huvudbältet, som upptäcktes den 9 november 1991 av den japanske amatörastronomen Atsushi Sugie i Dynic-observatoriet.
Den tillhör asteroidgruppen Nysa.